# 소믈리에

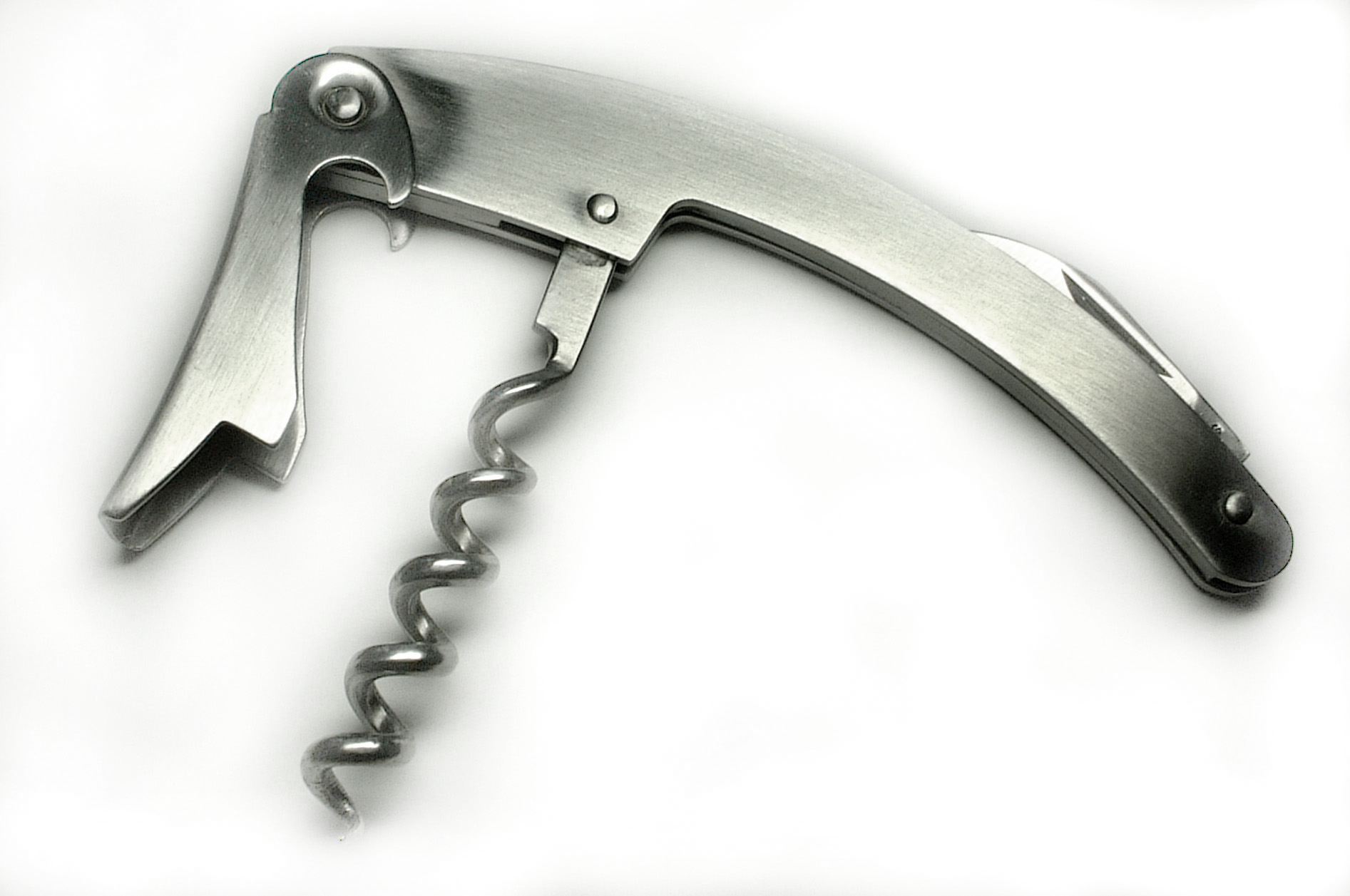
소믈리에 나이프(sommelier Knife)는 소믈리에에게 가장 중요한 도구이다. 웨이터스 프렌드(waiter's friend)라고도 한다.

소믈리에(프랑스어: sommelier)는 레스토랑 등에서 협의적 의미로는 주로 포도주(와인, 뱅)만을, 광의적 의미에서는 각종 주류에 관한 서비스를 전문적으로 하는 사람을 말한다.
소믈리에 업무의 핵심은 소비자의 요구와 기대에 맞춰 와인을 제안하는 일이지만 그의 행동반경은 레스토랑에 한정되지 않는다. 포도밭을 다니며 다양한 테루아를 경험하고, 그곳에서 나는 와인을 시음하는 것도 모두 소믈리에의 업무다. 소믈리에가 레스토랑에서 와인 구입을 담당하고 재고를 관리한다는 것은 그가 레스토랑 재무에 일정 부분 책임을 지고 있음을 의미한다.— 제라르 마종 <와인을 위한 낱말 에세이>

## 관련 단체
- 한국소믈리에협회
- 한국국제소믈리에협회

## 같이 보기
- 코르크스쿠르 - '소믈리에 나이프'는 코르크스쿠르의 한 종류임
- 소믈리에 (만화)(일본어판)
- 바리스타